# Ceracis schaefferi
Ceracis schaefferi es una especie de coleóptero de la familia Ciidae.

## Distribución geográfica
Habita en México y Estados Unidos.